# Alone I Break
«Alone I Break» es una canción de la banda estadounidense de nu metal Korn. Fue lanzado el 11 de noviembre de 2002 como el tercer y último sencillo de su quinto álbum de estudio Untouchables, editado en junio de 2002.

## Video musical
MTV apoyó un concurso y un programa especial titulado mtvTREATMENT en el que el ganador, Sean Dack, de 25 años, fue elegido para dirigir el vídeo de "Alone I Break". Fue filmado en forma de un reality show en el que el cantante de Korn, Jonathan Davis, mata a miembros de la banda. El video comienza con la banda tocando en el vestíbulo de abajo. A mitad de la canción, Jonathan se vuelve hacia Munky (James Shaffer) y actúa agresivamente con él. Esto luego conduce a una breve pelea entre los dos, cuando Fieldy (Reginald Arvizu) interrumpe la pelea. Davis sale furioso y se le ve tirando cosas en su habitación, aparentemente enfurecido. Mientras tanto, Munky se baña pero pronto se queda dormido, cuando Davis encuentra una lámpara cerca y la empuja dentro de la bañera, electrocutándolo y matándolo. Luego se ve a Brian Welch mirando a su alrededor mientras las luces se encienden y apagan, lo que implica que esto está sucediendo mientras matan a Munky. En el balcón habla con alguien por su celular, sin saber que Davis se acerca. Davis empuja a Welch por la cornisa y lo mata. Se ve a David Silveria durmiendo con dos mujeres mientras Davis se acerca sigilosamente con una almohada. Davis asfixia silenciosamente a Silveria y se va. Baja las escaleras, donde Fieldy está cocinando espaguetis en la cocina. Davis saca una botella de veneno para ratas de un armario y espera. Fieldy va a la despensa a buscar más ingredientes, mientras Davis vierte veneno para ratas en la salsa. Fieldy se sirve a sí mismo y muere. Davis sale hacia el camarógrafo, quien cae muerto.

## Posicionamiento en lista
| Lista (2002)                         | Posición |
| ------------------------------------ | -------- |
| US Alternative Songs (Billboard)     | 34       |
| US Mainstream Rock Songs (Billboard) | 19       |
| Latvian Airplay (LAIPA)              | 24       |